# Acord de lliure comerç entre la República Popular de la Xina i Maurici
L'acord de lliure comerç entre la República Popular de la Xina i Maurici es refereix a l'acord de lliure comerç (ALC) signat entre l'estat insular de la República de Maurici i la República Popular de la Xina (RPX)
Les negociacions d'un acord de lliure comerç (ALC) entre ambdós països van concloure formalment després de quatre rondes el 2 de setembre de 2018. L'acord en si va ser signat el 17 d'octubre de 2019. Aquest ALC es va convertir en el primer de la República Popular de la Xina amb un estat africà.
A partir de l'1 de gener de 2020, quan l'ALC va entrar en vigor, Maurici gaudirà amb efecte immediat d'un accés lliure de drets en el mercat xinès per a 8.547 productes eliminant el 88% del 96% de les línies aranzelàries de la RPX. La resta d'aquestes línies aranzelàries s'eliminarien en un termini de 5 a 7 anys.